# Съседски игри с карти
Съседски игри с карти обхваща група игри с карти, които се играят с тесте от 32 карти (7, 8, 9, 10, J, Q, K, A от четирите цвята.) или по-малко карти. Характерно за игрите от тази група е, че те са станали много популярни в някои страни, поради което са се получили малки разлики в правилата или външния вид на картите в международен план.
Това са игри, които са създадени преди векове, след което са били приспособявани с течение на времето. Поради евентуалната разлика в начина на игра, който се използва в различните страни, не са много чести международните игри.
Най-популярните съседски игри са:
- Шестдесет и шест (Сантасе)
- Бридж-белот
- Седмица
- Мариаш
- Гайдар
- Хиляда
- Скат